# Rüdiger Schmidtke
Rüdiger Schmidtke (* 9. Februar 1943 in Ostpreußen; † 2. August 2022) war ein deutscher Boxer. Er war Europameister der Berufsboxer im Halbschwergewicht.

## Werdegang
Rüdiger Schmidtke ist in Niesig bei Fulda aufgewachsen, wurde aber in Ostpreußen und nicht wie fälschlicherweise oft angegeben in Frankfurt am Main geboren. Er kam 1945 als Vertriebener aus Gumbinnen nach Hessen. Er absolvierte als Jugendlicher zunächst eine Schriftsetzer- und dann eine kaufmännische Lehre, die er auch abschloss. Später wurde er Leiter eines Möbelhauses. Als junger blonder und gut aussehender Mann betätigte er sich als Dressman und begann im Sportstudio von Sandu Petrescu mit Bodybuilding. Dieser erkannte dabei das Bewegungstalent und die boxerischen Möglichkeiten von Rüdiger Schmidtke und überredete ihn, das Boxtraining aufzunehmen.
Am 24. Juni 1966 bestritt er dann mit 23 Jahren in Frankfurt seinen ersten Profikampf, ohne vorher einen einzigen Amateurkampf absolviert zu haben und gewann über Helmut Slomke im Halbschwergewicht nach Punkten. Sein erster Manager war Walter Fischer aus Offenbach am Main, später übernahm Wolfgang Müller dieses Amt. In den nächsten Jahren bestritt er eine Reihe von Aufbaukämpfen, die er meist gewann. Den ersten Sieg über einen namhaften Gegner erzielte er am 29. November 1968 in Frankfurt, als er den Schöninger Conny Velensek in der 4. Runde durch technischen KO besiegte. Rüdiger Schmidtke schreckte in jenen Jahren auch nicht davor zurück, gegen ausgewachsene Schwergewichtler zu boxen, wie seine Siege über Burghard Lembke und Manfred Ackers bezeugen.
Ein weiterer Meilenstein auf dem Weg nach oben war sein Sieg über Wilhelm von Homburg (Norbert Grupe), den er am 14. November 1969 in Frankfurt klar nach Punkten schlug. Am 23. Januar 1970 wurde Rüdiger Schmidtke durch einen Punktsieg über Arno Prick aus Hamburg deutscher Meister im Halbschwergewicht. Diesen Titel verteidigte er am 16. April 1970 durch einen Punktsieg über Conny Velensek. Am 11. September 1970 unterlag er dann in Frankfurt dem routinierten Ex-Europameister Piero del Papa aus Italien nach Punkten.
Durch bemerkenswerte Siege in den nächsten zwei Jahren über Wilhelm von Homburg, Roger Rouse aus den USA und Piero del Papa im Revanchekampf, sicherte er sich das Herausforderungsrecht an den amtierenden EBU-Europameister, den früheren Olympiasieger Christopher Finnegan aus England. Dieser Meisterschaftskampf fand am 14. November 1972 im Wembley Pool in London statt und Rüdiger Schmidtke schaffte das schier unmögliche, er besiegte Finnegan in der 12. Runde durch techn. KO und war damit neuer EBU-Europameister im Halbschwergewicht.
Diesen Titel verteidigte Rüdiger Schmidtke am 13. März 1973 in London gegen John Conteh. John Conteh, einer der weltbesten Halbschwergewichtler jener Jahre, gewann diesen Kampf durch technischen KO in der 12. Runde und entthronte damit Rüdiger Schmidtke. Am 13. Oktober 1973 unterlag Rüdiger Schmidtke in Johannesburg gegen Pierre Fourie, einen Weltranglistenboxer aus Südafrika, nach Punkten. Am 17. November 1973 besiegte er zwar in Frankfurt Ex-Weltmeister Vicente Rondón aus Venezuela, es ging aber von nun an mit seiner Karriere stetig bergab. Er verlor am 5. April 1974 in Hamburg den deutschen Meistertitel im Halbschwergewicht an Karl-Heinz Klein und auch seine Bestrebungen noch einmal deutscher Meister im Halbschwergewicht bzw. im Schwergewicht zu werden scheiterten durch KO-Niederlagen am 12. September 1975 in Offenbach gegen den Berliner Leo Kakolewicz und am 30. Oktober 1976 in Frankfurt gegen Bernd August.
Nach dieser Niederlage beendete Rüdiger Schmidtke seine Karriere.

## Nach dem Boxen
Rüdiger Schmidtke, der sich neben dem Boxen als Autohändler und Taxiunternehmer versuchte, ging nach Beendigung seiner Boxerlaufbahn nach Tansania und baute dort ein Geschäft für den Export von Kaffeebohnen auf, das er nach vielen Jahren verkaufte. Danach lebte er wieder im Rhein-Main-Gebiet. Er galt während seiner Boxlaufbahn als Liebling der weiblichen Zuschauerschaft: Das Hamburger Abendblatt schrieb 1974 über ihn: „Er hat blonde Haare, blaue Augen, breite Schultern, schmale Hüften, und viele Frauen wären bereit, für ihn und mit ihm größere Dummheiten zu begehen.“